# Vito Taccone
Vito Taccone (Avezzano, 6 mei 1940 – aldaar, 15 oktober 2007) was een Italiaans wielrenner. Hij werd ook wel De Gems van de Abruzzen (Il Camoscio d'Abruzzo) genoemd, omdat hij zo sterk was in de bergen. Dat kwam onder meer door zijn soepelheid en explosiviteit, maar ook door zijn grote vechtlust.

## Belangrijkste overwinningen
1961
- 10e etappe Ronde van Italië
- Bergklassement Ronde van Italië
- 1e (deel B) en 3e (deel A) etappe Tre Giorni del Sud
- Eindklassement Tre Giorni del Sud
- Ronde van Lombardije

1962
- Ronde van Piëmont

1963
- 10e, 11e, 12e, 13e en 19e etappe Ronde van Italië
- Bergklassement Ronde van Italië
- Ronde van Toscane
- Circuito di Avezzano
- 2e etappe (deel A en B) Ronde van Sardinië
- ?e etappe Tempio di Pausania

1964
- 1e etappe Ronde van Romandië
- Ronde van Campanië
- 4e etappe Ronde van Italië

1965
- Circuito di Teramo
- Milaan-Turijn

1966
- 1e etappe Ronde van Italië
- 6e etappe Ronde van Zwitserland
- Trofeo Matteotti

1968
- GP Marina di Massa
- Marina-Plan di Fioba

## Resultaten in voornaamste wedstrijden
| Jaar | Ronde van Italië | Ronde van Frankrijk | Ronde van Spanje |
| ---- | ---------------- | ------------------- | ---------------- |
| 1961 | 15e (1)          |                     |                  |
| 1962 | 4e               |                     |                  |
| 1963 | 6e (5)           |                     |                  |
| 1964 | opgave (1)       | opgave              |                  |
| 1965 | 6e               |                     |                  |
| 1966 | 9e (1)           |                     |                  |
| 1967 | opgave           |                     |                  |
| 1968 | 15e              |                     |                  |
| 1969 | 13e              |                     |                  |
| 1970 | 15e              |                     |                  |

| Jaar | Milaan-San Remo | Ronde van Vlaanderen | Ronde van Lombardije | Waalse Pijl |  | WK op de weg |
| ---- | --------------- | -------------------- | -------------------- | ----------- |  | ------------ |
| 1961 |                 |                      | ↑                    |             |  |              |
| 1962 | 58e             |                      | 5e                   |             |  |              |
| 1963 | 71e             |                      | 22e                  |             |  | 33e          |
| 1964 | 67e             | 13e                  |                      | 5e          |  | opgave       |
| 1965 | 22e             |                      |                      |             |  |              |
| 1966 | 17e             |                      |                      |             |  | opgave       |
| 1967 | 14e             |                      |                      |             |  |              |
| 1968 |                 |                      |                      |             |  | 5e           |
| 1969 |                 |                      |                      |             |  | 37e          |
| 1970 | 148e            |                      |                      |             |  |              |